# 什查夫尼察河畔圣尤里
什查夫尼察河畔圣尤里（發音：[ˈsʋeːti ˈjuːɾii̯ ɔp ˈʃtʃaːu̯nitsi]），是斯洛維尼亞東北部什查夫尼察河畔圣尤里市镇的聚居地及行政中心。位於被稱為普爾萊基亞的地區的什查夫尼察河邊。當地是下施蒂里亞傳統地區的一部分，現在包含在波穆爾統計區中。

## 教堂
當地堂區教堂獻給地名源起的聖喬治（斯洛文尼亞語为，即圣尤里），屬於天主教穆爾斯卡索博塔教區。它的歷史可以追溯到13世紀，在接下來的幾個世紀中進行了多次重建、改建和翻新。

## 外部連結
- Sveti Jurij ob Ščavnici at Geopedia （页面存档备份，存于）